# Lista de deputados estaduais do Maranhão da 20.ª legislatura
Esta é a lista de deputados estaduais do Maranhão eleitos para a 20.ª legislatura. Um total de 42 deputados estaduais foram eleitos em 2 de outubro de 2022, sendo 16 reeleitos. Os parlamentares irão legislar por um mandato de quatro anos entre 1.º de fevereiro de 2023 e 31 de janeiro de 2027. A cada biênio, será eleita uma mesa diretora dentre os parlamentares para chefiar os trabalhos da Assembleia Legislativa do Maranhão.

## Mesa diretora

### Primeiro biênio (2023–2024)
A primeira mesa teve apenas uma chapa concorrendo, e foi aclamada pelos 42 deputados. Iracema Vale tornou-se a primeira mulher a presidir a Assembleia Legislativa do Maranhão em 188 anos de história, assim como a primeira deputada estreante.
| Cargo               | Nome            | Partido  |
| ------------------- | --------------- | -------- |
| Presidente          | Iracema Vale    | PSB      |
| 1.º Vice-presidente | Rodrigo Lago    | PCdoB    |
| 2.º Vice-presidente | Arnaldo Melo    | PP       |
| 3.ª Vice-presidente | Fabiana Vilar   | PL       |
| 4.ª Vice-presidente | Andreia Rezende | PSB      |
| 1.º Secretário      | Antônio Pereira | PSB      |
| 2.º Secretário      | Roberto Costa   | MDB      |
| 3.º Secretário      | Osmar Filho     | PDT      |
| 4.º Secretário      | Guilherme Paz   | Patriota |

## Partidos
| Partido                   | Líder     | Número de deputados | Posição  |
| ------------------------- | --------- | ------------------- | -------- |
| PSB                       | A definir | 11 / 42             | Governo  |
| FE Brasil (PT, PCdoB, PV) | A definir | 5 / 42              | —        |
| PL                        | A definir | 5 / 42              | —        |
| PDT                       | A definir | 4 / 42              | Oposição |
| PP                        | A definir | 4 / 42              | —        |
| PSD                       | A definir | 4 / 42              | —        |
| Patriota                  | A definir | 3 / 42              | —        |
| MDB                       | A definir | 2 / 42              | —        |
| PODE                      | A definir | 2 / 42              | —        |
| Republicanos              | A definir | 2 / 42              | —        |
| União                     | A definir | 1 / 42              | —        |

## Parlamentares
| Nome | Nome                | Partido           | Votos   | Notas |
| ---- | ------------------- | ----------------- | ------- | --- |
|      | Abigail             | PL                | 48.025  | |
|      | Aluizio Santos      | PL                | 50.770  | |
|      | Ana do Gás          | PCdoB (FE Brasil) | 27.425  | |
|      | Andreia Rezende     | PSB               | 48.186  | |
|      | Antônio Pereira     | PSB               | 38.329  | |
|      | Ariston Ribeiro     | PSB               | 40.236  | |
|      | Arnaldo Melo        | PP                | 39.546  | |
|      | Carlos Lula         | PSB               | 80.828  | |
|      | Cláudia Coutinho    | PDT               | 37.435  | |
|      | Claudio Cunha       | PL                | 39.104  | |
|      | Daniella            | PSB               | 47.277  | |
|      | Davi Brandão        | PSB               | 67.392  | |
|      | Dra. Vivianne       | PDT               | 49.202  | |
|      | Edna Silva          | Patriota          | 46.248  | |
|      | Eric Costa          | PSD               | 40.629  | |
|      | Fabiana Vilar       | PL                | 55.314  | |
|      | Fernando Braide     | PSD               | 42.506  | Eleito pelo PSC                                                                                                 |
|      | Florêncio Neto      | PSB               | 56.100  | |
|      | Francisco Nagib     | PSB               | 53.125  | |
|      | Glalbert Cutrim     | PDT               | 45.134  | |
|      | Guilherme Paz       | Patriota          | 44.844  | |
|      | Hemetério Weba      | PP                | 37.709  | Teve o mandato cassado por decisão judicial em junho de 2025. A suplente Helena Dualibe (PP) herdará a cadeira. |
|      | Iracema Vale        | PSB               | 104.729 | |
|      | Janaina Ramos       | Republicanos      | 38.927  | |
|      | Júlio Mendonça      | PCdoB (FE Brasil) | 29.028  | |
|      | Júnior Cascaria     | PODE              | 24.910  | |
|      | Júnior França       | PP                | 35.820  | |
|      | Juscelino Marreca   | PRD               | 35.567  | Eleito prefeito de Santa Luzia, será substituído por João Batista Segundo (PL)                                  |
|      | Leandro Bello       | PODE              | 25.064  | |
|      | Mical Damasceno     | PSD               | 52.123  | |
|      | Neto Evangelista    | UNIÃO             | 50.923  | |
|      | Osmar Filho         | PDT               | 50.117  | |
|      | Othelino Neto       | Solidariedade     | 84.815  | Eleito pelo PCdoB                                                                                               |
|      | Rafael Leitoa       | PSB               | 49.798  | Eleito prefeito de Timon, será substituido por Edson Araújo (PSB)                                               |
|      | Ricardo Arruda      | MDB               | 42.056  | |
|      | Ricardo Rios        | PCdoB (FE Brasil) | 29.304  | |
|      | Rildo Amaral        | PP                | 48.090  | Eleito prefeito de Imperatriz, será substituído por Catulé Jr (PP)                                              |
|      | Roberto Costa       | MDB               | 34.156  | Eleito prefeito de Bacabal, será substituido por Keké Teixeira (MDB)                                            |
|      | Rodrigo Lago        | PCdoB (FE Brasil) | 43.292  | |
|      | Solange Almeida     | PL                | 55.193  | |
|      | Wellington do Curso | NOVO              | 24.800  | Eleito pelo PSC                                                                                                 |
|      | Yglésio Moyses      | PRTB              | 42.009  | Eleito pelo PSB                                                                                                 |